# كأس الدنمارك 2013
كأس الدنمارك 2013 هو الموسم 59 من كأس الاتحاد الصيني. أقيم خلال الفترة 30 مارس 2013 وحتى 24 أغسطس 2013، وأشرف على تنظيمه اتحاد جزر فارو لكرة القدم، وكان عدد الأندية المشاركة فيه 18، وفاز فيه فيكينغور غوتا.